# Enontekis
Enontekis (finsk: Enontekiö, nordsamisk: Eanodat og enaresamisk: Iänudâh) er en kommune i landskabet Lapin maakunta i det nordlige Finland. I december 2017 var der 1.893 indbyggere i kommunen.
Kommunen grænser op til den svenske kommune Kiruna kommun mod vest. Mod nord grænser den op til de norske kommuner Kautokeino, Storfjord og Kåfjord, mod øst til den norske kommune Nordreisa. Kommunen grænser også til tre finske kommuner, herunder Kittilä. 
I udkanten af kommunen ligger Treriksröset på grænsen mellem Norge, Sverige og Finland. Fra den lille bebyggelse Kilpisjärvi (med 86 indbyggere) kan man gå og sejle til Treriksröset. 
Nær Kilpisjärvi og fjeldet Saana udspringer Könkämäälven, der er grænseflod mellem Sverige og Finland. Derefter følger grænsen Muonioälven og senere Torne älv, der løber ud i Bottenbugten mellem Torneå og Haparanda. 
68°23′05″N 23°38′20″Ø / 68.3847°N 23.6389°Ø